# (2430) Bruce Helin
(2430) Bruce Helin es un asteroide perteneciente al cinturón de asteroides, descubierto el 8 de noviembre de 1977 por Eleanor F. Helin y el también astrónomo Eugene Shoemaker desde el Observatorio del Monte Palomar, Estados Unidos.

## Designación y nombre
Designado provisionalmente como 1977 VC. Fue nombrado Bruce Helin en honor a "Bruce Helin" hijo de la descubridora.